# Семёнов, Владимир Петрович
Влади́мир Петро́вич Семёнов (род. 4 апреля 1953, Клайпеда, Литовская ССР) — доктор технических наук, профессор, ректор Магнитогорского государственного университета (2008—2013).

## Биография
В 1976 году В. П. Семёнов окончил теплоэнергетический факультет Московского энергетического института. С 1976 по 1978 годы работал инженером-конструктором Калужского турбинного завода. С 1978 по 1981 годы обучался в аспирантуре при кафедре физики Калужского государственного педагогического института под руководством доктора технических наук, профессора Г. Г. Шкловера. В 1982 году в Московском энергетическом институте защитил кандидатскую диссертацию «Исследование теплообмена при конденсации пара с учётом дискретного стекания конденсата». С 1981 по 1982 годы работал старшим инженером НИСа КГПИ, в 1982 году переведен на должность старшего научного сотрудника. В 1983 году был принят на работу в МГПИ в качестве старшего преподавателя кафедры теоретической физики и в этом же году избран доцентом. В 1984 году избран заведующим кафедрой теоретической физики, а в 1987 году назначен на должность проректора по учебной работе. В 1995 году стал первым проректором МГПИ. В 2009 году В. П. Семёнов защитил докторскую диссертацию по техническим наукам.
Член редакции Серии «Математика. Механика. Физика» Вестника Челябинского государственного университета.
С 2008 по 2013 год — ректор Магнитогорского государственного университета.

## Научная деятельность
В. П. Семёнов читает курсы классической механики, гидравлики. Основная сфера научных интересов — исследование тепло- и массообмена в двухфазных средах. В. П. Семёнов являет собой тип интеллигентного, грамотного руководителя, способного не только верно сформулировать стратегические задачи, стоящие перед коллективом, но и планомерно добиваться их решения.

## Награды
В. П. Семёнов награждён медалью ордена «За заслуги перед Отечеством» II степени, указом Президента Российской Федерации от 18 сентября 2008 г. удостоен ордена Почёта. Последняя награда — признание огромного личного вклада ректора МаГУ в формирование интеллектуального потенциала страны, свидетельство заслуг Магнитогорского государственного университета в подготовке высококвалифицированных специалистов.